# Koning-Willemshuis

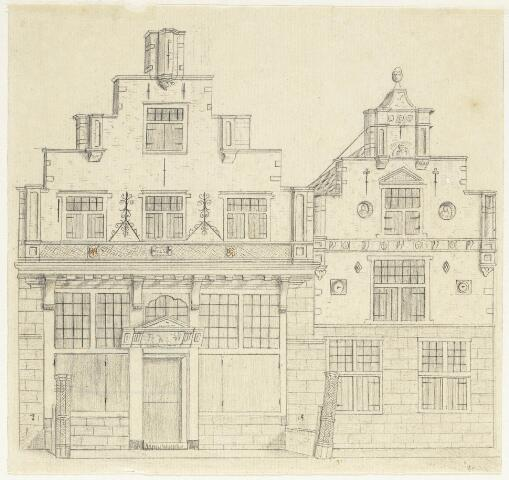
De dubbele gevel van het huis in 1844

Het Koning-Willemshuis is een rijksmonument in het centrum van de Nederlandse stad Alkmaar. Het pand is vernoemd naar Willem II van Holland, graaf van Holland en koning van Duitsland, die mogelijk zelf opdracht gegeven heeft voor de bouw van de woning. Het pand is sinds 1969 een rijksmonument. De gevel is uitgevoerd in vroege renaissancestijl.

## Geschiedenis
Het eerste Koning-Willemshuis werd in 1254 opgericht omdat Alkmaar dat jaar stadsrechten verkreeg en daarmee een regionaal bestuurscentrum werd. Het werd gebruikt door de rentmeester van de Graaf van Holland. De graaf zelf resideerde in het huis als hij in Alkmaar verbleef. Het huidige pand is niet dat huis, maar het is een 16e-eeuws pand dat op de plek gebouwd is waarvan men aanneemt dat de woonstee daar gestaan heeft. Het pand maakte ooit deel uit van een dubbelpand dat omstreeks 1550 gebouwd werd. Het rechter pand is het nog bestaande Koning-Willemshuis. Het linker werd Conincxhuys genoemd. In 1857 werden de twee panden te koop aangeboden, waarbij het kleinere pand aangeduid werd als pakhuis. het grotere pand werd na de verkoop afgebroken. 40 jaar na de verkoop zou ook het huidige pand gesloopt gaan worden, echt de toenmalige eigenaar was wel van zinnen om mee te werken aan restauratie, mits hij deze niet zelf hoefde te bekostigen. A.C. Bleijs en de Alkmaarse architect Looman werden door Alcmaria gevraagd om advies uit te brengen over de staat van het pand en hoe en wat te restaureren. Bij een landelijke collecte werd er vrijwel geen geld opgehaald, maar bij een tweede noodkreet kwam er onder andere een gift van Victor de Stuers. De ontwerptekeningen voor restauratie zijn niet gesigneerd, maar alle tekeningen laten een nieuw opgemetselde trapgevel zien en een gewijzigde pui met een 16e-eeuwse indeling met glas-in-loodramen, luiken en een rondboogdeur. Tot 1969 bleef het pand in gebruik als opslag voor een wijnhandel, dat jaar volgde echter sloop van het pand en werd de nieuwbouw samengevoegd met het pand op nummer 18.

## Gevel
De gevel is een trapgevel en is horizontaal opgedeeld in verschillende friezen met gebeeldhouwde koppen. De natuurstenen lijsten van de friezen steken uit de gevel. Bovenaan de zijkanten staan twee beelden op postamenten en flankeren daarmee de gevel. Graaf Willem II is links als jongeman afgebeeld. Rechts staat diens zoon: Graaf Floris V. In de top van de gevel is een vlieringlicht, klein raam op de vliering, geplaatst. Dit raam is tussen twee pilasters geplaatst. Boven het raam is een trapeziumvormig blok op de bovenste trap geplaatst. Hierop staat weer een pijnappel. In 1899 en later in de 20e eeuw is de gevel geheel gerestaureerd.